# 南荒尾信号場
南荒尾信号場（みなみあらおしんごうじょう）は、岐阜県大垣市熊野町にある、東海旅客鉄道（JR東海）東海道本線の信号場である。

## 歴史
- 1918年（大正8年）

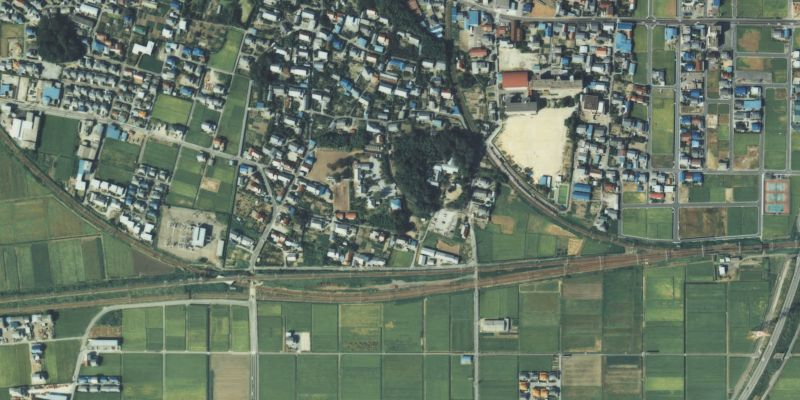
南荒尾信号場付近の航空写真

  - 4月25日：鉄道院東海道本線の大垣駅 - 垂井駅間に荒尾聯絡所（あらおれんらくじょ）として開設[6]。
  - 8月1日：美濃赤坂線が開通[7]。
- 1922年（大正11年）4月1日：荒尾信号場（あらおしんごうじょう）に改称[6]。
- 1930年（昭和5年）12月1日：荒尾駅開業に伴い、南荒尾信号場に改称[6]。
- 1944年（昭和19年）10月11日：新垂井駅経由の別線（新垂井線）が開通[1][2][7]。本線下り線線路が撤去される[2]。
- 1946年（昭和21年）11月1日：本線下り線線路が垂井線（単線）として復活[2]。
- 1949年（昭和24年）6月1日：日本国有鉄道発足。
- 1987年（昭和62年）4月1日：国鉄分割民営化により、JR東海の施設となる[6][7]。

## 構造
本信号場は、大垣駅より米原駅方向にある信号場（駅間キロ：3.1km）で垂井駅方向に3線が分岐している。
下図の構内配線図の「本線 上り線」・「本線 下り線」・「垂井線」は運行上の扱いで、正式には「本線 上り線」が「東海道本線上り線」、「本線 下り線」が東海道本線支線（以下：新垂井線）、「垂井線」は「東海道本線下り線」（以下垂井線と表記）である。なお、「美濃赤坂支線」は、正式上東海道本線支線（以下美濃赤坂支線と表記）である。

構内配線図

上図の通り、垂井駅・関ケ原駅方面は立体交差であるが、美濃赤坂駅方面に向かう列車は、渡り線通過のため上り線を支障する。

### 路線解説
- 旧・東海道本線下り線は、太平洋戦争中の貨物輸送力増強の要請から、当信号場から関ケ原駅までの間に存在する最大25パーミル（25/1000）の上り勾配を回避するため、1944年（昭和19年）に開業した新垂井線（新垂井駅〔1986年（昭和61年）廃止〕経由・最大勾配10パーミル）に切り換えられ、下り線線路は鋼材確保を理由に撤去された[2]。
- その撤去された下り線線路は、1946年（昭和21年）に復活（本信号場 - 垂井駅間は下り専用、垂井駅 - 関ケ原駅間は上下双方向に運転可能な単線として）、それ以降は、この線路を垂井線と呼ぶようになった[2]。
- この区間の下り列車は、普通列車は垂井駅に停車する必要があるため垂井線経由で運転され、垂井駅に停車する必要のない特急列車や勾配緩和が必要な貨物列車は新垂井線経由で運転される[8][9][注 3]。

## 周辺
荒尾駅に隣接している。周辺には耕作地および住宅が広がる。南側には一般国道475号東海環状自動車道大垣西インターチェンジが設置されている。

## 隣の駅
東海旅客鉄道（JR東海）
CA 東海道本線・垂井線（下り普通列車）
大垣駅 - 南荒尾信号場 - 垂井駅
CA 東海道本線・新垂井線（下り優等列車および貨物列車）
大垣駅 - 南荒尾信号場 → 新垂井駅(廃止) → 関ケ原駅
■美濃赤坂支線
大垣駅 - 南荒尾信号場 - 荒尾駅